# Dave Auble

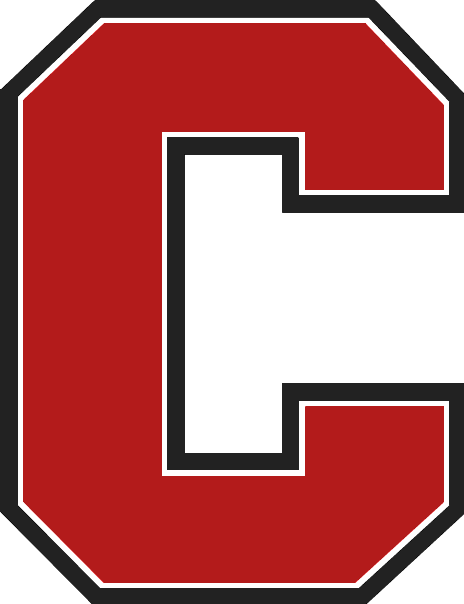
Zawodnik Cornell Big Red

David Camillo „Dave” Auble (ur. 13 marca 1938 w Ithace) – amerykański zapaśnik walczący w stylu wolnym. Olimpijczyk z Tokio 1964, gdzie zajął czwarte miejsce w kategorii do 57 kg.
Czwarty na mistrzostwach świata w 1962; odpadł w eliminacjach w 1963. Złoty medalista igrzysk panamerykańskich w 1959 roku.
Zawodnik Ithaca High School i Cornell University. Dwa razy All-American w NCAA Division I (1959–1960). Pierwszy w 1959 i 1960. Zdobył tytuł „Outstanding Wrestler” w 1960 roku.
Trener zapasów w University of California, Los Angeles-UCLA i Campbell University, a także asystent trenera w kilku innych uczelniach. Mistrz świata weteranów w 1993 roku.

## Letnie Igrzyska Olimpijskie 1964
| Konkurencja      | Rundy eliminacyjne         | Rundy eliminacyjne      | Rundy eliminacyjne      | Rundy eliminacyjne      | Rundy eliminacyjne    | Klas. końcowa |
| Konkurencja      | Przeciwnik I               | Przeciwnik II           | Przeciwnik III          | Przeciwnik IV           | Przeciwnik V          | Miejsce       |
| ---------------- | -------------------------- | ----------------------- | ----------------------- | ----------------------- | --------------------- | ------------- |
| 57 kg styl wolny | Badzryn Süchbaatar (MGL) Z | Rubén Leibovich (ARG) Z | Mładen Georgiew (BUL) Z | Bishambar Singh (IND) Z | Yōjirō Uetake (JPN) P | 4.            |